# Pour qui sonne le glas (roman)
For Whom the Bell Tolls
Pour les articles homonymes, voir Pour qui sonne le glas (homonymie).
Pour qui sonne le glas (titre original : For Whom the Bell Tolls) est un roman d'Ernest Hemingway publié en 1940 et fortement inspiré de son vécu de journaliste pendant la guerre civile espagnole, dont il fait revivre l'ambiance.

## Rédaction
Ce roman, où Hemingway a mis tout ce qu’il avait appris sur l'Espagne en dix-huit ans, est une ode au peuple espagnol tel qu’il a pu le voir, avec ses us et coutumes, son langage, et les contradictions et paradoxes de leur tempérament national qui le fascinaient : la cruauté et la tendresse, la lâcheté et le courage, la traîtrise et la loyauté ; il montre les différences entre le mode de pensée anglo-américain et le sens du destin des Espagnols. Il était initialement destiné à être une nouvelle : en effet, après avoir visité une dernière fois le front en Espagne en novembre 1938, Hemingway a écrit deux nouvelles sur la guerre. À la mi-février 1939, arrivé à La Havane, il s’est installé à l’hôtel Sevilla-Biltmore, où après avoir écrit une première nouvelle, il a commencé une deuxième histoire en mars. Au bout de quinze mille mots, il a su que ce serait un roman.

## Contexte
Certains affirment que Hemingway a écrit ce roman dans la chambre 525 de l'hôtel Ambos Mundos La Havane, mais l’hôtel Sevilla-Biltmore La Havane démontre un fait contraire en affichant une lettre écrite de la propre main d'Ernest Hemingway qui ne porte aucune allusion à cet endroit.

## Titre
Le titre est une référence au poète et métaphysicien anglais John Donne, et à son poème Aucun homme n'est une île cité en introduction au roman : « […] n'envoie jamais demander pour qui sonne le glas : il sonne pour toi. »

## Résumé
Le livre raconte la mission d'un jeune professeur d’université américain enseignant l’espagnol - et auteur d’un livre de voyages sur l’Espagne -, Robert Jordan, engagé dans les Brigades internationales, qui est envoyé en Castille par le général Golz dans les jours qui précèdent l'offensive de Ségovie au printemps 1937 pour faire sauter un pont.
L'offensive républicaine étant imminente, ce pont doit être détruit dès le déclenchement de l'attaque, mais ni avant ni après, pour couper la route aux troupes de renforts franquistes.
Pour y arriver, Robert Jordan rejoint un groupe de partisans antifascistes derrière les lignes, cachés dans les montagnes.
Pendant trois jours, Robert Jordan prépare son attaque, qui semble désespérée, et partage le quotidien de ces guérilleros.
Le chef des partisans, Pablo, démoralisé après des mois de combat, redoutant les conséquences de ce projet, lui fait des difficultés.
Néanmoins, il est aidé par les autres résistants qui deviendront ses amis, notamment María dont Robert Jordan tombe éperdument amoureux au premier regard, et réciproquement.
Cette jeune fille a été recueillie par le groupe de résistants républicains lors de l'attaque d'un train dans lequel elle était prisonnière. María a été détenue, violée et tondue par les nationalistes à cause des opinions politiques républicaines de son père.
María, sous la tutelle de Pilar, la matrone du groupe, qui lui a redonné le goût de vivre, est confiée à Robert Jordan. Celui-ci, parfaitement conscient de l'issue probable de sa mission, veut vivre cette passion réciproque en 72 heures comme si c'était leur vie entière.
La veille de l'attaque, une troupe voisine de résistants, celle commandée par El Sordo, qui devait les aider, se fait repérer alors qu'elle volait les chevaux nécessaires à l'opération. Une tempête de neige impromptue, et qui se termine trop tôt pour effacer les traces, permet aux franquistes de les suivre à la trace et de les débusquer sans que la troupe de Robert Jordan, trop faible et se camouflant pour ne pas donner l'alerte, puisse leur porter secours.
Voyant les mouvements de troupes nationalistes, Robert Jordan envoie un message au général Golz pour l'avertir qu'il n'y aura pas l'effet de surprise escompté, mais que si l'attaque n'est pas ajournée, il se tiendra prêt à détruire le pont au premier coup de canon entendu. Ce message arrivera trop tard.
Dans la nuit précédant l'attaque, Pablo, le chef des partisans, déserte après avoir débusqué les détonateurs qu'il jette à l'eau. Pris de remords, il revient ensuite avec des renforts.
À l'aube, entendant les bombardiers républicains larguer leurs bombes, la troupe de Robert Jordan lance l'attaque du pont, le détruit et se replie avec de lourdes pertes.
En pleine retraite, Robert Jordan est blessé. Intransportable, il reste en arrière pour couvrir ses amis après leur avoir fait ses adieux.

## Relations avec des événements réels
Le personnage d'André Massart est inspiré de l'homme politique français André Marty.
Le personnage de Karkov est inspiré du journaliste et agitateur soviétique Mikhaïl Koltsov.

## Réception
L’ouvrage a été rejeté aux États-Unis pour ses critiques sarcastiques du communiste fanatique André Marty, mais surtout parce que le roman essaie de faire passer la guerre civile pour un test de courage individuel pour le héros et un rejet du code d’action collective. Les critiques de gauche, qui avaient misé beaucoup sur une conversion éventuelle de Hemingway à leurs idées, ont été amèrement déçus par cet ouvrage dont le caractère apolitique s’explique par la prééminence qu’il accorde aux actes personnels sur les éléments collectifs dans l’effort de guerre.

## Héros
Robert Jordan : Un professeur d'espagnol dans un collège américain, combattant en tant qu'expert en démolition parmi les républicains pendant la guerre civile espagnole.
Pablo : Le chef du groupe de guérilleros qui aide Jordan à détruire un pont.
Pilar : La femme de Pablo, un personnage fort qui maintient le moral du groupe et le garde uni.
Maria : Une jeune fille libérée par les guérilleros de la captivité ennemie et qui tombe amoureuse de Jordan.
Anselmo : Un vieil homme, l'un des membres du groupe de Pablo en qui Jordan a confiance.
Général Golz : Un officier russe envoyé pour aider les communistes espagnols et diriger l'attaque imminente.
Kashkin : Le prédécesseur de Jordan, un expert en démolition russe ; il est déjà mort au début du livre.
El Sordo : Le chef d'un autre groupe de guérilleros qui se cache dans une grotte près du groupe de Pablo.
Joaquin : Un jeune membre du groupe d'El Sordo.

## Adaptations

### Au cinéma
Son adaptation au cinéma sous le même titre, réalisée par Sam Wood en 1943, a connu un grand succès, avec en tête d'affiche Ingrid Bergman et Gary Cooper.

### Au théâtre
Son adaptation au théâtre, mise en scène par Robert Hossein, a été jouée au Théâtre national populaire de Reims avec, notamment, Isabelle Huppert. en 1974.

## Importance et hommages
- Pour qui sonne le glas est le livre de chevet de Barack Obama, mais était aussi celui de Fidel Castro[2]:209 & 593.
- Le groupe Metallica s'est inspiré de ce roman pour composer une chanson du même nom (For Whom the Bell Tolls en anglais). Le groupe Apocalyptica a ensuite repris cette chanson au violoncelle, en conservant le titre original. Sabaton en a également fait une reprise dans l'album Heroes.
- Le personnage du Varlov est inspiré de l'espion du NKVD, Felbing.
- Dans Nous sommes la nuit Charlotte lit ce roman, dans la scène de la piscine.
- Pour qui sonne le glas occupe la 8e place au classement français des  cent livres du siècle, établi au printemps 1999 dans le cadre d'une opération organisée par la Fnac et Le Monde.
- La rappeur J. Cole fait référence au roman dans la chanson du même nom (For Whom the Bell Tolls en anglais), chanson d'introduction de son quatrième album studio 4 Your Eyez Only[4].
- Dans le jeu vidéo Cyberpunk 2077, Pour qui sonne le glas est le livre favori d'un des protagonistes. Il est d'ailleurs possible d'en lire une citation lors de la cérémonie en sa mémoire, après sa mort.
- Le second album Pour qui sonne le dub, de l'artiste électro-dub Dubamix, est inspiré de ce roman.